# Colutea
Colutea L. è un genere di arbusti della famiglia delle Leguminose o Fabacee. La caratteristica forma rigonfia dei frutti ha valso ad alcune specie di questo genere il nome comune di vescicaria.

## Descrizione
Le specie del genere Colutea hanno tutte portamento arbustivo - alcune specie possono arrivare fino a 5 m d'altezza.
Le foglie sono composte, pennate.
I fiori sono gialli o arancioni, riuniti in racemi, e hanno la caratteristica forma papilionacea della maggior parte delle leguminose.
I frutti sono legumi rigonfi d'aria, che passano dal verde pallido iniziale a un colore rossiccio o bruno a maturazione completa.

## Distribuzione e habitat
L'areale del genere Colutea si estende in Europa, Nord Africa e Asia, con preferenza per i climi temperati e caldi, anche asciutti.
Il genere è stato introdotto anche negli Stati Uniti, nelle isole Mauritius, in Australia e in altre località.

## Tassonomia
Il genere comprende le seguenti specie:
- Colutea abyssinica Kunth & C.D.Bouché
- Colutea acutifolia Shap.
- Colutea afghanica Browicz
- Colutea arborescens L.
- Colutea armata Hemsl. & Lace
- Colutea armena Boiss. & A.Huet
- Colutea atabajevii B.Fedtsch.
- Colutea atlantica Browicz
- Colutea brachyptera Sumnev.
- Colutea brevialata Lange
- Colutea buhsei (Boiss.) Shap.
- Colutea cilicica Boiss. & Balansa
- Colutea delavayi Franch.
- Colutea gifana Parsa
- Colutea gracilis Freyn & Sint.
- Colutea insularis Browicz
- Colutea istria Mill.
- Colutea jamnolenkoi Shap.
- Colutea komarovii Takht.
- Colutea melanocalyx Boiss. & Heldr.
- Colutea multiflora Shap. ex Ali
- Colutea nepalensis Sims
- Colutea orientalis Mill.
- Colutea paulsenii Freyn
- Colutea persica Boiss.
- Colutea porphyrogramma Rech.f.
- Colutea triphylla Bunge ex Boiss.
- Colutea uniflora Beck ex Stapf
- Colutea × variabilis Browicz